# Sédhiou
Sédhiou  este un oraș  în  partea de sud a statului Senegal, pe malul drept al râului Casamance. Este reședința regiunii omonime. Este înfrățit cu localitatea franceză Les Ulis.